# نودشه
نودشه شهریست در منطقه هورامان، یا اورامانات و از توابع شهرستان پاوه است که در ۳۵ کیلومتری شهر پاوه قرار دارد. این شهر در دامنه کوه تخت واقع در دره ای که به دره رود سیروان منتهی می‌شود قرار دارد، نزدیک به نقطه صفر مرزی ایران و عراق، در ۱۵۰ کیلومتری شهر کرمانشاه و از توابع شهرستان پاوه است. «نودشه» در میانه کوه‌هایی بلند، دره‌هایی عمیق و تنگ واقع شده و اطرافش را جنگل‌های بلوط، ون (گیاه) و درختان میوه و چشمه‌های زلال فراگرفته است. خانه‌هایش پله پله و به سمت کوه‌ها قرار دارند. این شهر و بعضی از آبادی‌های اطرافش در جنگ ایران و عراق توسط هواپیماهای عراق بمباران شیمیایی شد.
این شهر از شمال با مریوان و از سوی غرب با شهرهای شرقی کردستان عراق از جمله روستای طویله ،حلبچه و بیاره هم‌مرز است. مردم نودشه به زبان کردی هورامی سخن می‌گویند. در منطقه نودشه، همچنین تکیه‌ها و خانقاه‌های درویشی زیادی وجود دارد که در آن‌ها آیین‌های سماع و تهلیله اجرا می‌گردد. واژه «نودشه» به معنی «نودژ» یا «دژنو» است.
در اردیبهشت ماه سال ۱۳۹۶ نودشه به صورت رسمی شهر ملی کلاش نام گذاری شد، و همچنین این شهر به شهر انار هم معروف است و انار های خوشمزه ای دارد.

## تاریخ نودشه
در سال ۱۱۵۱ (هجری قمری) نادر شاه افشار پس از غلبه بر سردار مشهور عثمانی توپال عثمان پاشا و فتح بغداد، به هنگام عبور از اورامانات تمامی مردم این منطقه که آن زمان نودژ نام داشت را که منطقه‌ای پرجمعیت بود به سمت استرآباد (نام قدیم گرگان در استان گلستان) کوچ داد، که مردان دلیر و جنگجویی بودند و در عین حال هم تیر اندازان ماهر و هم باروت سازان قابلی بودند تا هم عاملین تجهیز سپاه او باشند و هم سدی عظیم در برابر ترکمن‌ها، که هرازگاه به استرآباد و اطرافش شبیخون می‌زدند و غارت و… می‌کردند؛ نادرشاه مسئولیت مردم نودیجه را برعهده شخصی به نام «محمد بیگ نودیجه ای» گذاشت که با انسجام و اتحاد این مردم با طوایفی دیگر از اورامانات، ترکمن‌ها میخکوب شدند؛ پس از سرکوب ترکمن‌ها توسط طوایف مردم اورامانات و نودیجه (نودشه) نادر شاه اجازه برگشت به آن‌ها را نداد (البته به احتمال بسیار زیاد خود بزرگان مردم اورامانات و نودشه نیز خود تمایلی به برگشت نداشتند؛ چون زمین‌هایی که در کردکوی و نودیجه به پاس خدماتشان در اختیار آن‌ها گذاشته شده بود بسیار حاصلخیزتر و مرغوب‌تر بودند). آن‌ها را در مناطق مختلف گلستان اسکان داد و همچنین اجازه بازگشت مردم نودژه (نودیجه؛ نودشه) را به آن‌ها نداد و آن‌ها را در منطقه‌ای اطراف کردکوی که امروزه این منطقه نودیجه نام دارد اسکان داد؛ این اسارت و تبعید مردم نودیجه (همان نودشه) که حدود سیصد سال قبل رخ داد به تبعید تمامی مردم نودیجه (همان نودشه) منجر گردید؛ به حدی که این منطقه خالی از سکنه شدند. بعدها هورام ها و عشایر و ایل‌ جاف که در حال ییلاق و قشلاق در اورامانات بودند با مشاهده خالی از سکنه شدن این مناطق آباد اورامانات، من جمله نودشه در این مناطق خوش آب و هوا و حاصلخیز سکونت یافتند که یکی از این سکونت گاه‌ها نودشه بود که قدمت این شهر جدید بیشتر از سیصد سال نمی‌رسد؛ اما نودشه ای‌هایی که اجداد آن‌ها از زمان‌های باستان در نودیجه (همان نودشه) ساکن بوده‌اند نوادگان همین مردم ساکن در آبادی‌های منطقه نودیجه در استان گلستان می‌باشند.

## پوشش گیاهی
پوشش گیاهی کوهستان‌های اطراف شهر نودشه تابعی از پوشش گیاهی سلسله جبال زاگرس است. درختان بلوط و زالزالک وحشی، بادام کوهی، گلابی وحشی، انجیر کوهی و پسته وحشی (ون) در این کوه‌ها به وفور دیده می‌شوند و منظری زیبا را به گردشگران عرضه می‌نماید.

## دین، زبان و فرهنگ
دین شهروندان نودشه اسلام و پیرو مذهب شافعی (یکی از مذاهب چهارگانه اهل سنت) می‌باشند. شهروندان این شهر به زبان هورامی تکلم می‌نمایند. مردم نودشه به دلیل اسکان در منطقه‌ای زیبا و در عین حال کوهستانی و سخت مردمانی پرتلاش بوده و به دلیل وجود عالمان زیادی که از دامان این شهر برخاسته‌اند همواره به دارالعلم مشهور بوده است یکی از بزرگ‌ترین علمای این شهر ملا احمد نودشی بوده است که در عصر خود به دلیل هوش و ذکاوت فراوانی که داشته است مفتی اعظم مناطق کوردنشین بوده است که علاوه بر فقه در ریاضیات و نجوم تبحری خارق‌العاده داشته است. امروزه نیز فرزندان علامه نودشی، جوانان پرتلاش شهر سالانه در رشته‌های مختلف دانشگاهی خوش می‌درخشند و به جرأت می‌توان گفت کمتر خانواده‌ای در شهر نودشه یافت می‌شود که دو یا سه نفر از اعضای آن تحصیلات عالیه دانشگاهی آنهم در دانشگاه‌های معتبر کشوری نداشته باشند.

## خوراک و مناسبتها
انواع غذاهای محلی و لذیذ در شهر نودشه توسط زنان کدبانوی شهر تهیه می‌شوند. یاپراخ یا دلمه برگ مو، ترخینه محلی، کیلانه، کلوچه فرحی، آش گیاهان کوهستانی شامل چندین گیاه غنی از ویتامین و املاح معدنی، آبگوشت و… از غذاهای محلی نودشه می‌باشد.
شهروندان نودشه همچون سایر مسلمانان اعیاد دینی از جمله عید فطر، عید قربان و میلاد پیامبر اسلام را ارج می‌نهند و آداب و رسوم این ایام را به طرز زیبایی به جا می‌آورند. یکی از مراسم ایام عید فطر و قربان که در کل منطقه و شاید همه دنیا منحصربه‌فرد می‌باشد، تهیه کباب در شامگاه روز عرفه قربان و رمضان است. در این روزها ده‌ها راس دام ذبح شده و تمامی شهروندان در شامگاه با روشن نمودن آتش در پشت بام‌های خود کباب گوشت میل می‌نمایند. در این روزها به دلیل ذبح گوشت توسط خیرین به صورت صدقه هیچ خانواده‌ای بدون گوشت نبوده و این رسم توسط همه شهروندان زنده نگه داشته می‌شود. همچون سایر مناطق ایران زمین شهروندان نودشه عید باستانی نوروز را به شادی و سرور می‌نشینند. در این خصوص نیز باز شهروندان نودشه رسمی مختص خود دارند که از پیشینیان خود به ارث برده‌اند. در حالی که سایر مردم ایران در روز چهارشنبه سوری آتش روشن می‌کنند، شهروندان نودشه همچون رسم کهن و باستان در ساعات پایانی آخرین روز اسفند آتش روشن نموده و بدین‌صورت غم و سختی‌های سال پیش را با امید به روشنایی در فردای سال نو خاکستر می‌نمایند.

## صنایع دستی و سوغات
همچنین شهر نودشه در شهرستان پاوه به عنوان شهر ملی کلاش یا گیوه ایران ثبت شده است. همچنین در این شهر همچون دیگر مناطق هورامان صنایع دستی همچون ارغوان‌بافی، مرس‌بافی، تولید لباس اورامی (چوخه رانک)، سفال‌گری و ساخت زیورآلات رواج دارد.
یکی از زیباترین و منحصربه‌فردترین صنایع دستی شهر نودشه ساخت زیر گیوه و گیوه بافی (به زبان اورامی؛ کڵاش) است. مردان هنرمند این دیار کهن در ساخت زیر گیوه‌های عالی متبحر می‌باشند. پس از آن که زیر گیوه ساخته و تهیه گردید زنان شهر نودشه با دستان و انگشتان هنرمند خویش ماهرانه صدها گره را در کنار هم می‌چینند تا سر انجام یکی از بهترین پاافزارهای جهان را تولید نمایند. اولین جایی در جهان که گیوه در آن ساخته شد شهر نودشه بوده و بعد از آن به شهر تویلی کردستان عراق، کوسه هجیج در اطراف نودشه و بعد از آن به روستای دل و دیگر مناطق هورامان رفته است. چه بسیار از هنرمندان و استادکاران قدیمی کوسه هجیج، دل و طویه در نودشه به شاگردی مشغول بوده و این فنون را از استادکاران خبره نودشه آزموده‌اند.
شهر نودشه تنها شهری است که اکثریت قریب به اتفاق زنان و دختران آن گیوه بافی را فراگرفته‌اند چه بسیار دختران و زنانی که تحصیلات عالیه را گذرانده‌اند ولی در اوقات فراغت گیوه بافی می‌نمایند و هنر آفرینی می‌کنند. به جرأت می‌توان گفت ساخت زیر گیوه و گیوه بافی آن‌ها در سطحی عالی با تولید بسیار مرغوب فقط مختص شهر نودشه است. سوغات شهر علاوه بر صنایع دستی شامل انواع میوه‌های تابستانی و پاییزی اعم از انگور نوع بسیار مرغوب دیمی، گردو، انار، توت و انجیر می‌باشد.